# Ларрок (Верхняя Гаронна)
Ларро́к (фр. Larroque, окс. Era Arròca) — коммуна во Франции, находится в регионе Юг — Пиренеи. Департамент — Верхняя Гаронна. Входит в состав кантона Булонь-сюр-Жес. Округ коммуны — Сен-Годенс.
Код INSEE коммуны — 31276.

## География

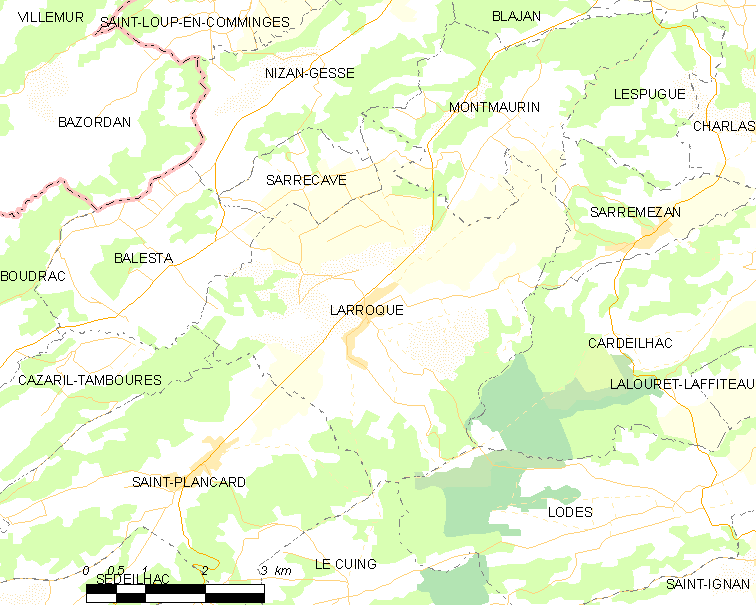
Карта коммуны

Коммуна расположена приблизительно в 650 км к югу от Парижа, в 85 км к юго-западу от Тулузы.
По территории коммуны протекает река Сав.

## Климат
Климат умеренно-океанический. Зима мягкая и снежная, весна характеризуется сильными дождями и грозами, лето сухое и жаркое, осень солнечная. Преобладают сильные юго-восточные и северо-западные ветры.

## Население
Население коммуны на 2010 год составляло 309 человек.
| 1962 | 1968 | 1975 | 1982 | 1990 | 1999 | 2010 |
| ---- | ---- | ---- | ---- | ---- | ---- | ---- |
| 544  | 542  | 466  | 426  | 415  | 337  | 309  |

## Экономика
В 2010 году среди 168 человек трудоспособного возраста (15—64 лет) 120 были экономически активными, 48 — неактивными (показатель активности — 71,4 %, в 1999 году было 69,9 %). Из 120 активных жителей работали 104 человека (61 мужчина и 43 женщины), безработных было 16 (6 мужчин и 10 женщин). Среди 48 неактивных 6 человек были учениками или студентами, 25 — пенсионерами, 17 были неактивными по другим причинам.

## Достопримечательности
- Руины донжона (XII век). Исторический памятник с 1930 года[4]
- Церковь Св. Сатурнина